# 凱文·席格斯
凱文·席格斯（英語：Kevin Joseph Zegers，1984年9月19日—）是一位加拿大演員和模特。他最著名的作品是在電影Air Bud系列中出演Josh Framm，他還在緋聞女孩中出演Damien Dalgaard的角色。他也出演過X檔案和豪斯醫生等電視劇。

## 外部連結
- 凱文·席格斯在互联网电影资料库（IMDb）上的資料（英文）
- Zegers interviews, 1997